# کیکو ماتسوزاکا
کیکو ماتسوزاکا (انگلیسی: Keiko Matsuzaka؛ زادهٔ ۲۰ ژوئیهٔ ۱۹۵۲) هنرپیشه و خواننده اهل ژاپن است.